# Ai Iijima
Matsue Ōkubo (del japonés: 大久保松恵 ‘Ōkubo Matsue’). Conocida por su nombre artístico; Ai Iijima, (飯島愛, Iijima Ai). (Kōtō (Tokio), Japón. 31 de octubre de 1972 – Shibuya (Tokio), 17 de diciembre de 2008) fue una AV Idol, cantante, conductora, actriz, seiyū, activista, escritora y mangaka japonesa.

## Primeros años
Matsue Okubo nació en Kameido, Tokio. De acuerdo a su libro autobiográfico: "Platonic Sex", publicado en el año 2000. Durante su infancia y pubertad fue una estudiante aplicada y que seguía al pie de la letra la estricta disciplina que sus padres ejercían sobre su persona. Sin embargo, ella relata haber sido violada en su adolescencia, suceso que culminó en un 
aborto. Siendo esta la razón que cambiaría su vida de forma drástica. Aunado lo dicho, como adolescente abandonó su hogar para vivir en las calles.
Para poder sobrevivir se desempeñó en empleos de ocio nocturno como: salas de Karaoke, cafeterías, anfitriona de discotecas, Enjo kōsai y Hostess clubs, en múltiples zonas rojas de Japón. Este estilo de vida le acercó en primera instancia al mundo de la prostitución, actividad que ejerció por un tiempo. Posteriormente fue descubierta por un cazatalentos quien le propuso seguir una carrera en la industria pornográfica.

### Carrera como AV Idol y salto a la fama
Debutó como AV Idol a inicios de la década de 1990. En abril de 1992 estrenó su primera película titulada: "All That Sexy Venus". El auge de su carrera le dio la oportunidad de incursionar rápidamente dentro del mundo del espectáculo.
En 1993 era una de las anfitrionas del programa de TV "Gilgamesh Night" también de temática adulta. En donde siempre realizaba el movimiento corporal: "T-Back" ante las cámaras, que se convirtió en su eslogan durante su trayectoria artística. Para 1994 había rodado cerca de 100 títulos JAV ampliando su popularidad fuera de Japón en países como Taiwán.

### Carrera posterior
Poco después se inició como cantante liberando varios sencillos como; "Naisho DE Ai! ¡Ai!" y como actriz en películas softcore de cine clase V. Paulatinamente se fue retirando de la industria para adultos y se desempeñó como mangaka lanzando a la venta su propio manga titulado: "Time Traveler Ai".
En 1995 se le ofreció el papel protagónico como seiyu en el videojuego Magical Pop'n.

### Novela "Platonic Sex"
Con la llegada del siglo XXI, Iijima publicó en el año 2000 su libro autobiográfico: "Platonic sex", mismo que narra los primeros años en su vida antes de convertirse en figura pública. En septiembre de 2001 la novela se adaptó primero a un dorama seguida de una película estrenada un mes después bajo el mismo título. El papel de Ai fue interpretado en la serie por Mari Hoshino y en el film por la actriz Saki Kagami. La novela fue un superventas en el país y cinco años después ya se había traducido al chino, coreano, italiano y español.
En 2005 realizó una de sus últimas apariciones como actriz en el thriller; "Noroi: The Curse ", seguida del film de comedia "The Rug Cop".

### Activismo contra el VIH
Mientras alternaba sus actividades en distintos programas de TV, comenzó una campaña para promover la importancia sobre educar a las personas en la prevención del VIH. En 2004 otorgó una conferencia concienciando nuevamente sobre el tema. Y dedicando actividades altruistas en este tema hasta el final de su vida.

### Enfermedad y retiro
A fines de 2006 se tomó un descanso del programa televisivo: "Sunday Japan" donde participaba como panelista de la emisión. Poco después dio un comunicado en su blog personal argumentado que estaba padeciendo de varios problemas de salud, sin señalar en concreto ninguna enfermedad. La prensa japonesa empezó a especular rápidamente que Ai se retiraría del medio artístico.
Meses después retornó al programa y fue cuestionada por el anfitrión de la emisión, sobre si en verdad se retiraría del mundo del espectáculo. Afirmando con un "Si" a la pregunta. Fujiko Kimura, actriz, quien se encontraba presente en esos momentos confrontó a la chica y sugirió que había algo más tras su retiro, que lo dicho públicamente. Acto seguido Ijima se soltó a llorar. Esta se retiró del show televisivo en marzo de 2007.

### Fallecimiento
Ai fue hallada muerta en su departamento el 24 de diciembre de 2008. Su cuerpo fue encontrado boca abajo, sobre el piso.
Lo dicho en el informe médico y por la policía señala que su deceso ocurrió al menos una semana antes. Y que falleció debido a una combinación de múltiples patologías que le aquejaban en ese momento, entre estas; rinitis alérgica, pielonefritis y cistitis que culminaron en una neumonía. La cual sería la causa principal de su muerte. La policía descartó de la escena un posible suicidio u homicidio.

### Teorías sobre su muerte
Pese al dictamen oficial, dado el hermetismo en su vida, fuentes no oficiales señalan dos posibles causas sobre su fallecimiento. La primera y de mayor fuerza es que por razones aparentemente evidentes había contraído VIH en algún momento y nunca quiso hacer pública su condición.
La segunda es que en su pasado se involucró con el crimen organizado y fue asesinada por la Yakuza. Sin embargo, ambas teorías carecen de pruebas legales que puedan sustentar lo dicho.

### Legado
El 1 de marzo de 2009, se celebró un evento en memoria de Iijima en el "Tokyo Prince Hotel". El mismo tuvo la presencia de al menos 700 allegados entre amistades y parientes. Horas después el evento fue abierto al público, contabilizando la asistencia de unos 1500 fanes, que se reunieron para ofrecer oraciones en su memoria. Todas las ganancias fueron donadas a la "Japan Foundation for AIDS Prevention"
Ese mismo año recibió un reconocimiento póstumo en la 9th edición de premios de "Takeshi Kitano Entertainment".

## Como actriz

### Doramas
- Joyu Natsuki Midori shirizu 6 (1994)
- Hadaka no taisho (1995)
- Depatogaru tantei (2000)
- Da menzu u ~o 〜 ka 〜 (2002)

### Películas
- Purupuru angelical holiday (1993)
- Noroi (2005)
- The Rug Cop* (2006)

### Comerciales
- NTT Personal Tokai
- Manga no Mori
- Ijima no ish to kamigata wa
- Yoshinoya

## Como cantante

### Sencillos
- Naisho DE ai! Ai! / Anata dake shiawase ni natte (21 de julio de 1993)
- "Love" Christmas Memory / KITTO (21 de noviembre de 1993)
- Ano musume wa Hade-suki/ sunao ni narezu (2 de febrero de 1994)
- Manga-ra Rin/ manga-ra Rin (ai-ai MIX) (1 de mayo de 1994)
- Dear Girls High School Student (21 de octubre de 1994)

### Álbum de estudio
- Anyway Iijima Ai (1 de diciembre de 1993)

## Radio
- Love-mageddon de Ijima Ai (1994-1995)
- Ai no Ii (2001-2003)

## Como Seiyū

### Videojuegos
- Magical Pop'n (1995)
- 10101〜“WILL”The Starship〜  (1997)

## Como escritora

### Libros
- Dōse bakada to omotte ndesho! ! (2000)
- Platonic Sex (2000)

### Libro póstumo
- Ball Boy & Bad Girl (2010)

## Como Mangaka
- Time Traveler Ai

## Como modelo

### Revistas
- Orenjitsu shin (1992)

### PhotoBook
- Ai・MY・ME ( 30 de abril de 1992)
- BODY HERT (20 de mayo de 1992)
- SHINNING (31 de julio de 1992)
- BLUE (1 de septiembre de 1992)
- I LOVE 愛 (noviembre de 1992)
- Eye Catching (marzo de 1993)
- Sincerely Shin ainaru 25 de agosto de 1993)
- SHAKIN'  (diciembre de 1993)
- Purupuru Angelic Holiday Making Photo Album (15 de febrero de 1994)
- Ai Ijima Platonic Ai (25 de mayo de 2001)

### PhotoBook Póstumo
- Ījima ai OTAKARA photo gallery arigatō eien no megami (20 de abril de 2009)